# Stromlinienfahrzeug

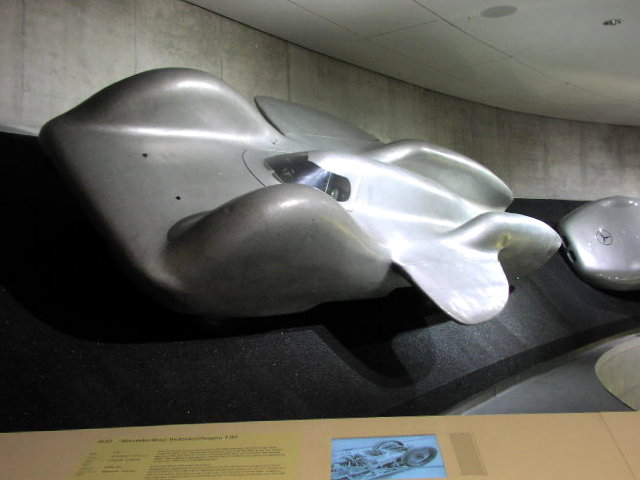
Mercedes-Benz T 80 (1939)

Ein Stromlinienfahrzeug hat eine Karosserie mit geringem Luftwiderstand. Dazu werden Stirnfläche und Widerstandsbeiwert (Cw) möglichst klein gehalten. Der Luftwiderstand steigt bei höheren Geschwindigkeiten stark an. Je geringer der Luftwiderstand, desto geringer sind der Fahrwiderstand und der Benzinverbrauch, und umso größer ist die Höchstgeschwindigkeit.

## Entwicklung
Stromlinienfahrzeuge kamen in den 1920er und 1930er Jahren auf. Dabei wurden im Flugzeugbau gewonnene aerodynamische Erkenntnisse umgesetzt. Es gab sowohl eigens entwickelte, als auch nachträglich mit Stromlinienverkleidungen versehene Stromlinienautos (auch LKW), Stromlinienbusse, Stromlinienmotorräder, Stromlinienlokomotiven und Stromlinienzüge. Die damals entwickelten Formen konnten sich wegen ihrer praktischen Nachteile mit wenigen Ausnahmen nicht durchsetzen. Beim Automobildesign wurde der Begriff Stromlinienform zur Bezeichnung für schnittig aussehende Formen (etwa mit Buckelheck) mit nicht sonderlich geringem Luftwiderstand.
Bekannte Stromlinienfahrzeuge sind:
- Autos
  - Rumpler Tropfenwagen (1921)
  - Ley T6 mit Jaray-Karosserie (1922)
  - Tatra 77 (ab 1934)
  - Chrysler Airflow (ab 1934)
  - BMW 328 (ab 1936) mit Karosserie von Wendler
  - Auto Union Typ C Avus Stromlinienwagen (1937)
  - Wanderer Stromlinie Spezial (1938)
  - Mercedes-Benz T 80 (1939)
  - Schlörwagen (1939)
  - Saab 92 (ab 1949)
  - NSU Ro 80 (ab 1967)
  - Lkw-Prototyp des Designers Luigi Colani (1977)
- Motorräder
  - BMW 500 Kompressor mit Vollverkleidung 1936/37
  - NSU Delphin III (1956)
  - Baumm-NSU (1954)
- Schienenfahrzeuge
  - Schienenzeppelin (1929)
  - Fliegender Hamburger (1933)
  - Henschel-Wegmann-Zug (1935)
  - DR-Baureihe 05 (1935)
  - Kruckenberg-Schnelltriebwagen (1938)
- Schiffe
  - Kalakala

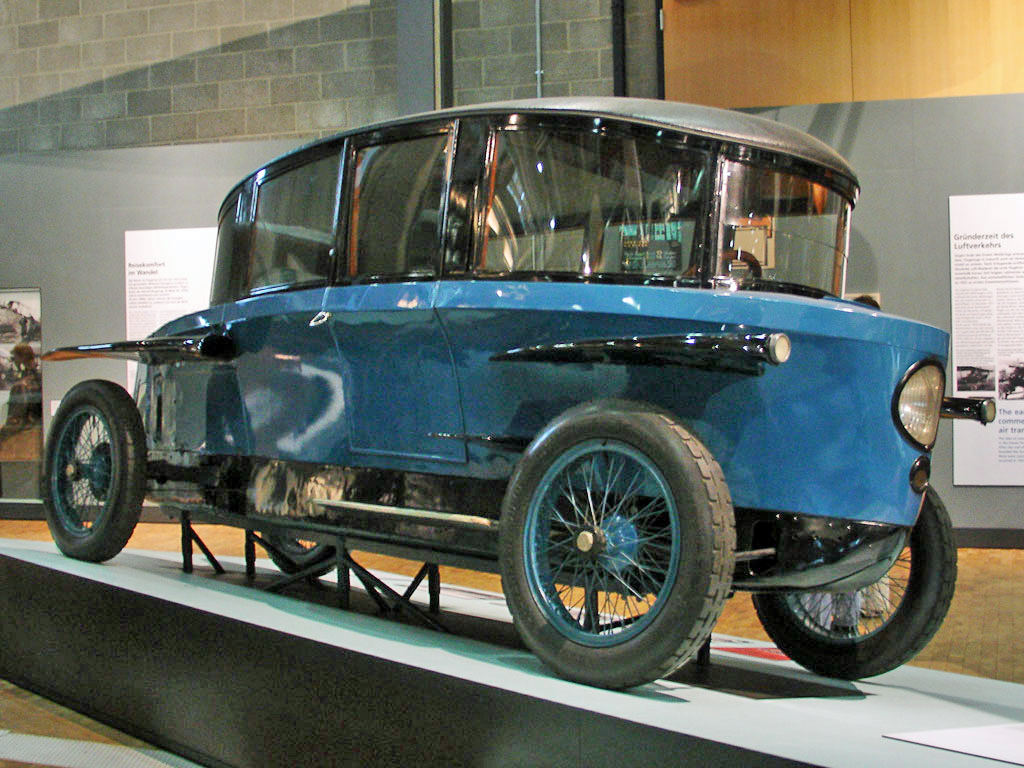
Rumpler Tropfenwagen 1921
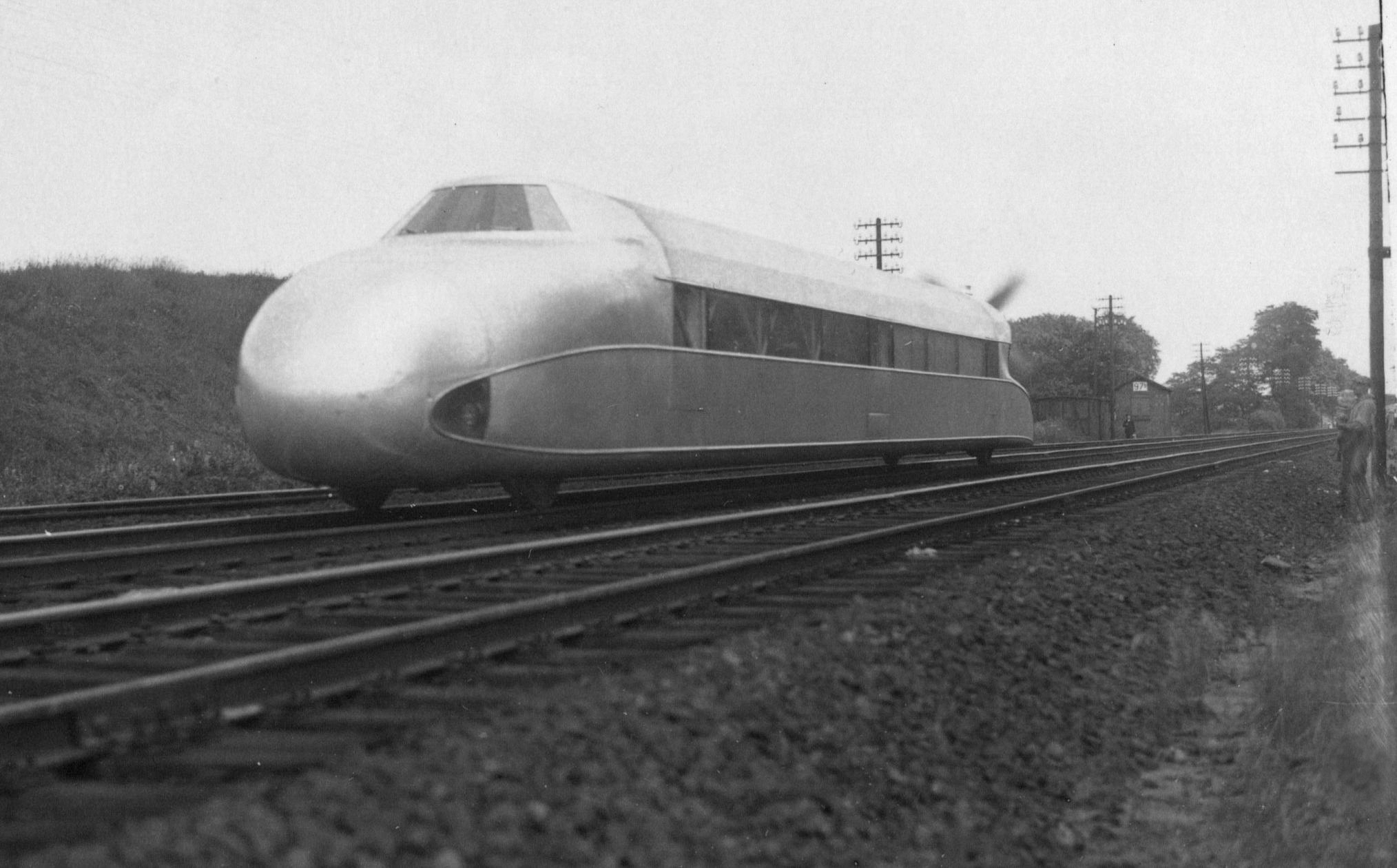
Schienenzeppelin 1929
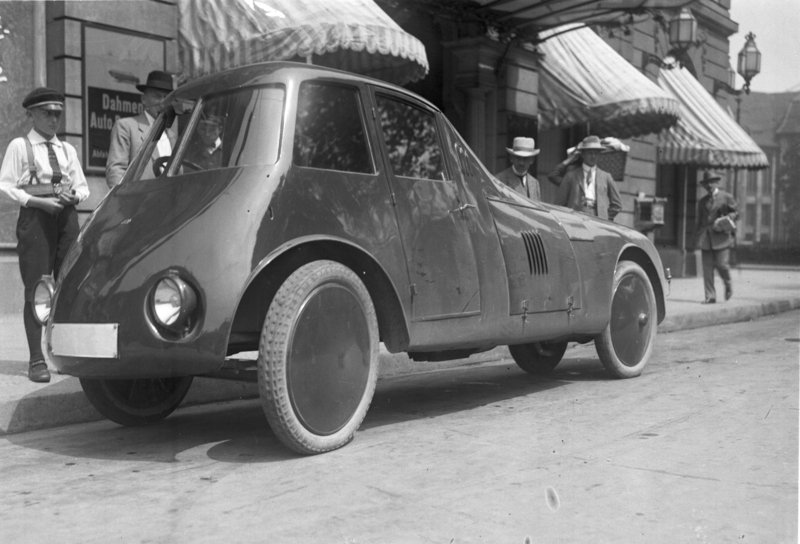
Stromlinien-Pkw von Aurel Perșu 1930
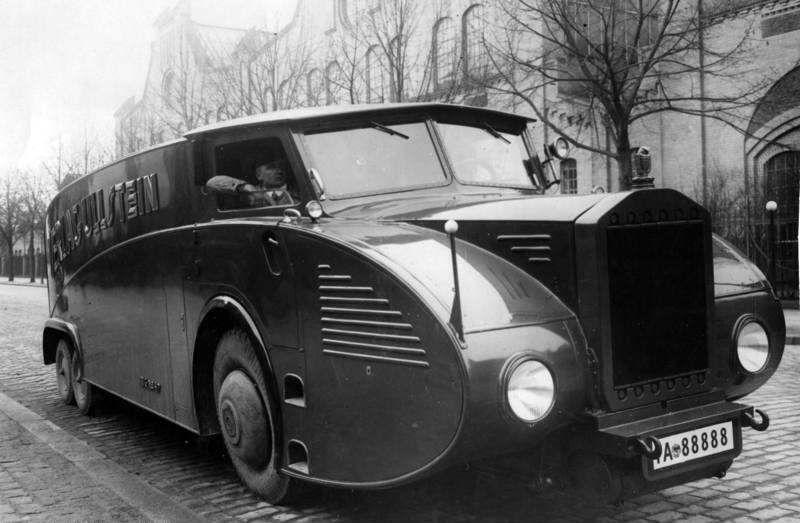
Rumpler LKW 1930
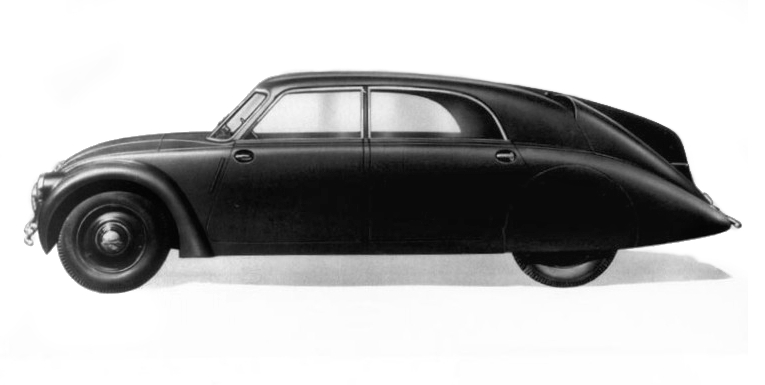
Tatra 77 1934
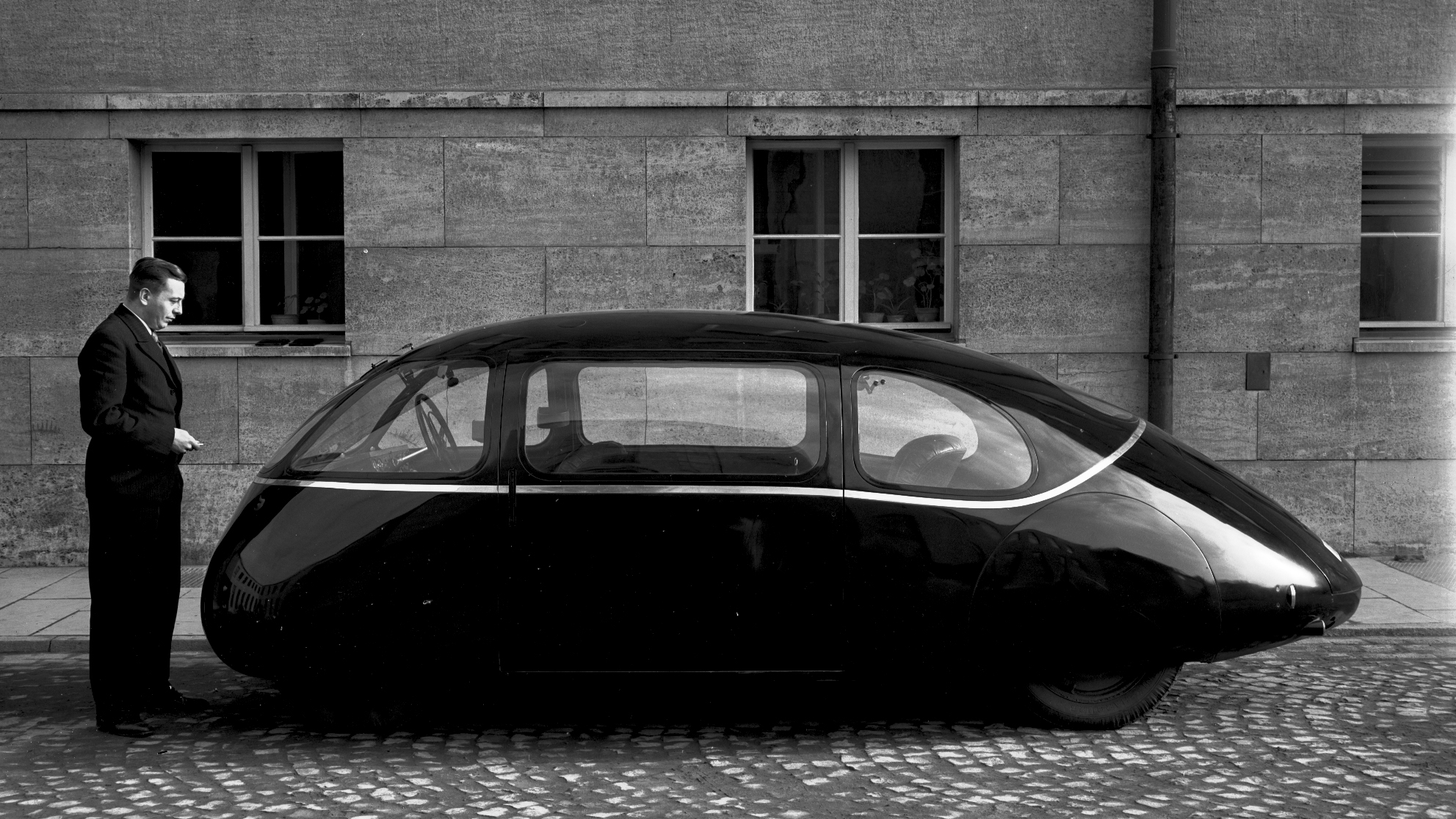
Schlörwagen 1939
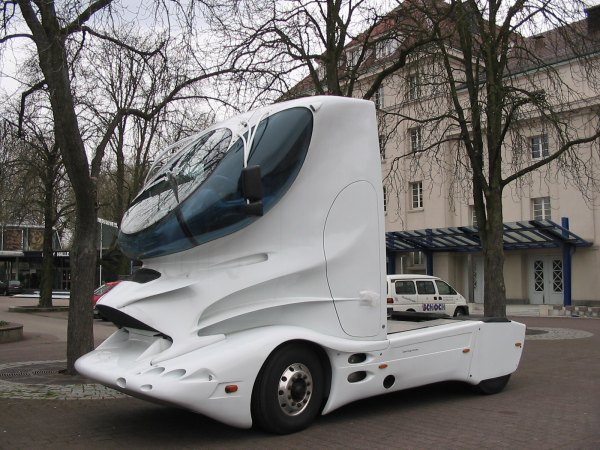
Colani-LKW ab 1977
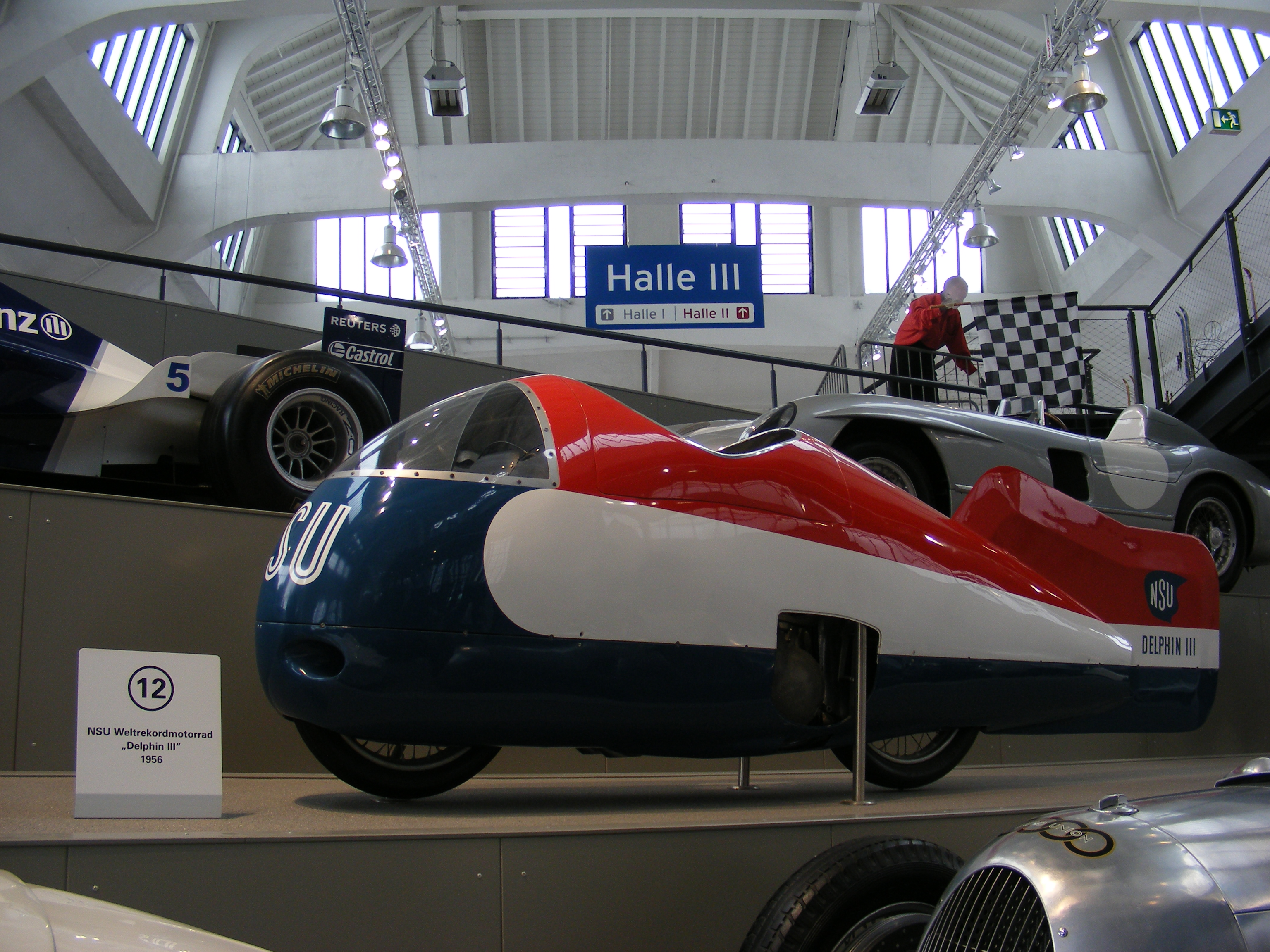
NSU Delphin III 1956
- Stromlinien-Dampflokomotiv NS 3801